# Scott A. Spellmon

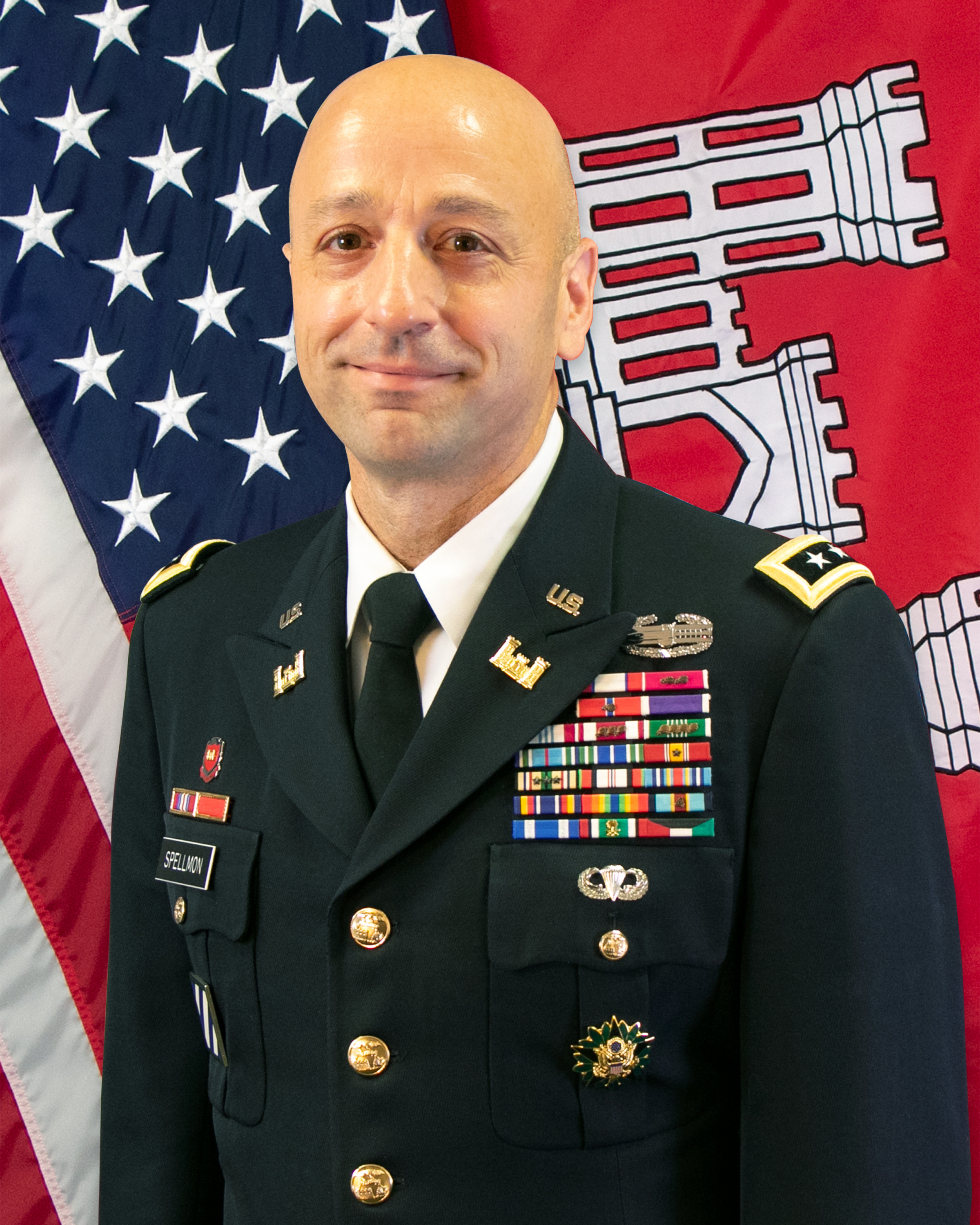
Scott A. Spellmon (2020)

Scott Alan Spellmon (* 2. November 1963 in Bloomingdale, Passaic County, New Jersey) ist ein pensionierter Generalleutnant der United States Army. Er war zuletzt Kommandeur des United States Army Corps of Engineers.
Scott Spellmon absolvierte die High School der Stadt Butler in New Jersey. In den Jahren 1982 bis 1986 durchlief er die United States Military Academy in West Point. Nach seiner Graduation wurde er als Leutnant den Pionieren (Engineers) zugeteilt. In der Armee durchlief er anschließend alle Offiziersränge vom Leutnant bis zum Drei-Sterne-General.
Im Lauf seiner militärischen Karriere absolvierte er verschiedene Kurse und Schulungen. Dazugehörten unter anderem das United States Army War College. Außerdem erhielt er einen akademischen Grad von der University of Illinois.
In seinen jüngeren Jahren absolvierte er den für Offiziere in den niederen Rangstufen üblichen Dienst in verschiedenen Pioniereinheiten und Standorten. Zwischenzeitlich wurde er auch als Stabsoffizier eingesetzt. Als Pionier (Engineer) gehörte der Hochwasserschutz, der Ausbau von Hafenanlagen und deren militärischer Verteidigung, Flussregulierungen, der Bau von Schleusen und Stauwerken, Straßen und Flugplätzen zu seinem Aufgabenbereich.
Spellmon war sowohl im Zweiten Golfkrieg als auch im Krieg in Afghanistan eingesetzt. Zu seinen Auslandseinsätzen gehörte auch eine Stationierung in Rheindahlen und Hohenfels in Deutschland. Er war Stabsoffizier im Hauptquartier des Corps of Engineers und Stabschef beim Army Maneuver Support Center of Excellence in Fort Leonard Wood in Missouri.
Zu seinen aktiven Kommandos zählten das Kommando über das 317. Pionierbataillon, das der 3. Infanteriedivision unterstand, und der Oberbefehl über die 1st Maneuver Enhancement Brigade in Fort Polk. Anschließend war er Kommandierender General des U.S. Army Operational Test Commands in Fort Hood in Texas. Danach übernahm er das Kommando über die Northwestern Division des Corps of Engineers.
Im September 2020 wurde er als Nachfolger von Todd T. Semonite Kommandeur des gesamten Corps of Engineers. Dieses Kommando behielt er bis zum 13. September 2024, als er von William H. Graham Jr. abgelöst wurde. Anschließend schied er aus dem aktiven Militärdienst aus.

## Orden und Auszeichnungen
Scott Spellmon erhielt im Lauf seiner militärischen Laufbahn unter anderem folgende Auszeichnungen:
- Army Distinguished Service Medal
- Legion of Merit
- Bronze Star Medal
- Defense Meritorious Service Medal
- Meritorious Service Medal
- Army Commendation Medal
- Joint Service Achievement Medal
- Purple Heart